# Glocke (Fontaine-Chalendray)

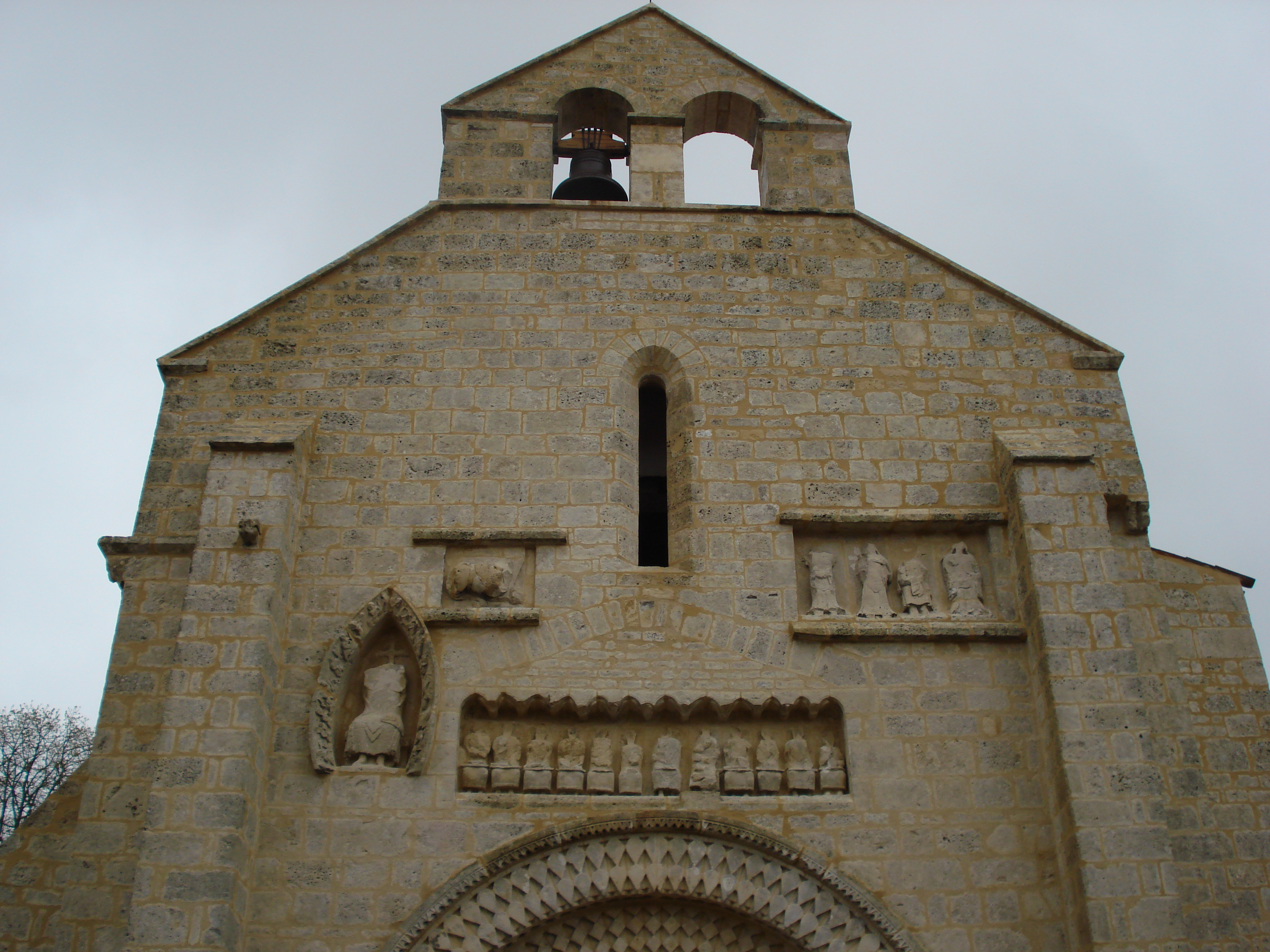
Kirche Notre-Dame-de-l’Assomption in Fontaine-Chalendray

Die Glocke in der Kirche Notre-Dame-de-l’Assomption in Fontaine-Chalendray, einer französischen Gemeinde  im Département Charente-Maritime der Region Nouvelle-Aquitaine, wurde 1583 gegossen. Die Kirchenglocke aus Bronze ist seit 1942 als Monument historique klassifiziert. 
Sie trägt folgende Inschrift: „+I.H.S.MARIA ORA PRO NOBIS. L’AN MIL VC IIIIXX III HBP“. Die Glocke wurde von Louis IV. von Montbron, Baron von Fontaine-Chalendray, gestiftet.